# 团结州
团结州（英語：Unity），是南苏丹的10个州之一，位於該國中南部，白尼羅河在東面流過。第二次蘇丹內戰後由南蘇丹管理。
团结州面积35,956平方千米，人口262,787人（2006年），首府本提烏，下分9縣。主要居住两个民族：多数为努尔族，少数为丁卡族。

## 经济
农业是该州的主要经济活动。许多居民是游牧的农牧民，他们既从事农业耕作，也饲养牲畜，特别是牛只。农耕主要在雨季进行，然而，一些作物也在夏季种植。由于大多数农民居住在农村地区，而非城市，因此缺乏进入市场的管道，导致蔬菜种植并不普遍。一些非政府组织已开始引导农民进行市场导向的耕作。

## 石油储藏
南苏丹的首个石油储藏于1970年代在该地区被发现。参与石油勘探的国际石油公司导致当地原住民大规模流离失所。
该州的油田包括团结油田以及大部分的5A区块。团结油田位于穆格拉德裂谷盆地内，该区域拥有最大的碳氢化合物储藏，估计蕴藏约1.5亿桶（2,400万立方米）石油。
大尼罗石油管道始于团结油田。